# Das poetische Prinzip
Das poetische Prinzip (The Poetic Principle) ist ein posthum veröffentlichter Essay von Edgar Allan Poe. Am 31. August 1850 erschien er erstmals im amerikanischen Home Journal. Neben den Essays The Rationale of Verse (1843) und dem 1846 erschienenen The Philosophy of Composition (Die Philosophie der Komposition) stellt er Poes letzten, vor allem für die Poesie bedeutenden Beitrag zur Literaturkritik dar.

## Inhalt
Der Essay beruht inhaltlich auf Vorträgen, die Poe von 1848 bis 1849 bis kurz vor seinem Tod hielt. Ähnlich wie in Poes anderen Beiträgen zur Literaturtheorie entwickelt er auch hier anhand vieler zeitgenössischer Beispiele (Byron, Willis, Bryant, Shelly u. a.) eine Theorie „guter Poesie“. Ein „langes Gedicht“ sei ein Widerspruch in sich und existiere schlichtweg nicht, wogegen auch ein zu kurzes Gedicht nur zu einem Epigramm werde, das keinen anhaltenden Effekt erzeugen könne. Schlechte Poesie zeichne sich zum einen durch diese „epische Manie“ („epic mania“), aber zum zweiten auch durch „ketzerischen Didaktizismus“ („heresy of the didactic“) aus. Poe definiert die Poesie als „rhythmische Kreation der Schönheit“ („The Rhythmical Creation of Beauty“). In diesem Sinne solle sie nicht moralisieren, sondern primär Ästhetik und Schönheit schaffen.

## Wirkung und Kritik
Besondere Wirkung erzielte E.A. Poe Literaturtheorie nur in Frankreich. Charles Baudelaire, der Poes Werk übersetzte und sehr schätzte, ist als Initiator dieser Entwicklung zu betrachten.
Oft kritisiert worden ist Poes teilweise polemische Art sowie die in seiner Theorie vorherrschende Dominanz der äußeren Form, die den Inhalt oft als unwesentlich erscheinen lässt. Vereinzelt wurde Poe auch vorgeworfen, die Ursache des Misserfolgs seiner frühen langen Gedichte (Al Aaraaf and Tamerlane) durch seine Theorie kaschieren zu wollen.

## Deutsche Übersetzungen (Auswahl)
- 1922: B. Bessmertny: Das dichterische Prinzip. Rösl & Cie., München.
- 1966: Richard Kruse: Das poetische Prinzip. Walter Verlag, Freiburg i. Br.
- 1987: Gunther Böhnke: Das poetische Prinzip. Philipp Reclam jun., Leipzig.
- 1989: Karl Heinz Berger:  Das poetische Prinzip. Insel-Verlag, Leipzig, ISBN 3735101151.